# Bulimulus hoodensis
Bulimulus hoodensis е вид охлюв от семейство Orthalicidae. Видът е уязвим и сериозно застрашен от изчезване.

## Разпространение
Разпространен е в Еквадор (Галапагоски острови).